# Прва плус
Прва плус је српска телевизијска мрежа који је покренут 14. октобра 2013. године у 16 сати.

## Програм

### Серије
- Без трага (Without a Trace)
- Бети Вајт и откачени маторци (Betty White's Off Their Rockers)
- Будва на пјену од мора (Budva na pjenu od mora)
- Вампирски дневници (The Vampire Diaries)
- Гилморове (Gilmore Girls)
- Два и по мушкарца (Two and a Half Men)
- Две девојке без лове (2 Broke Girls)
- Жива мета
- Злочини из прошлости (Cold Case)
- Изгубљени (Lost)
- Јужњачко срце (Hart of Dixie)
- Ласко – божја песница (Lasko – Die Faust Gottes)
- Лилихамер (Lilyhammer)
- Мој такозвани живот (My so-called life)
- Надреална телевизија
- Никита
- Никита
- Округ Оринџ (The O.C.)
- Отворена врата
- Певај, брате!
- Приватни доктор (Royal Pains)
- Пријатељи (Friends)
- Револуција (Revolution)
- Следбеници (The following)
- Стална мета
- Трачара (Gossip Girl)
- Црни Груја
- Штиклама до врха (Lipstick Jungle)

### Цртане серије
- Овчица Шоне (Shaun the Sheep)
- Кременков шоу (The Flintstone Comedy Show)
- Кременчићи (The Flintstone Kids)
- Том и Џери шоу (The Tom and Jerry Show)

### Емисије
- Дама без блама
- Дођи на вечеру
- Досије
- Кеш такси
- Моја мама кува боље од твоје
- Моје ново ЈА
- Најсмешније рекламе
- Најсмешнији кућни видео (America's Funniest Home Videos)
- Паклена кухиња
- Први глас Србије
- Радна акција
- Трка око света (The Amazing Race)
- Шатра

## Логотип
Логотип канала Прва плус састоји се од црвеног натписа ПРВА испод којег је бели натпис ПЛУС у црном оквиру. Од 2013. до 2017. године логотип канала се налазио на левој страни. Од 2017. године логотип се налази на десној страни.